# 呂苾籌
呂苾籌（1880年—1939年3月26日），字蘧蓀。湖南省益陽縣人。譚延闓幕僚，曾任國民政府秘書長。

## 生平[1]
- 大本營秘書
- 國民政府秘書
- 國民政府祕書處機要科主任
- 國民政府秘書長
- 國民政府行政院秘書長
- 譚院長國葬典禮辦事處委員
- 國民會議代表招待處招待員
- 國民會議祕書處祕書
- 浙江省政府委員兼浙江省政府民政廳廳長
- 鐵道部常務次長
- 內政部禁煙委員會委員
- 內政部禁煙委員會常務委員
- 民國28年病逝[2]